# الكاربوباص فريتشي
الكاربوباص فريتشي (الاسم العلمي: Carasobarbus fritschii) هو أحد أنواع شعاعيات الزعانف في فصيلة شبوطيات. توجد فقط في المغرب. الموطن الطبيعي لها هو الأنهار.